# DTH van der Merwe
Pour les articles homonymes, voir Van der Merwe et DTH.

a Compétitions nationales et continentales officielles uniquement.

b Matchs officiels uniquement.
Dernière mise à jour le 24 juillet 2021.
Daniel Tailliferre Hauman van der Merwe dit « DTH van der Merwe », né le 28 avril 1986 à Worcester (Afrique du Sud), est un joueur international canadien de rugby à XV, évoluant au poste d'ailier ou de centre (1,82 m pour 98 kg). Il joue au sein de la franchise des Giltinis de Los Angeles en Major League Rugby depuis 2021, et avec l'équipe du Canada, dont il est le meilleur marqueur d'essais, entre 2006 et 2019.

## Biographie
Il a obtenu sa première cape internationale le 24 juin 2006 contre l'équipe de la Barbade à Bridgetown (la Barbade).

## Palmarès

### En club
- Vainqueur du Pro 12 en 2015 et 2017
- Finaliste du Pro 12 en 2014

## Statistiques en équipe nationale
- 61 sélections (57 fois titulaire, 4 fois remplaçant)
- 190 points (38 essais)
- 5 fois capitaine depuis le 19 novembre 2016
- Sélections par année : 2 en 2006, 5 en 2007, 5 en 2009, 3 en 2010, 6 en 2011, 3 en 2012, 2 en 2013, 6 en 2014, 7 en 2015, 3 en 2016, 5 en 2017, 8 en 2018, 6 en 2019

En Coupe du monde :
- 2007 : 4 sélections (pays de Galles, Fidji, Japon, Australie)
- 2011 : 4 sélections (Tonga, France, Japon, Nouvelle-Zélande)
- 2015 : 4 sélections (Irlande, Italie, France, Roumanie)
- 2019 : 3 sélections (Italie, Nouvelle-Zélande, Afrique du Sud)